# Râul Celnicu Mic
Râul Celnicu Mic este un curs de apă, afluent al râului Gârliște. 

## Hărți
- Harta Județului Caraș-Severin
- Harta munții Aninei [nefuncțională – arhivă]